# Lamponidae

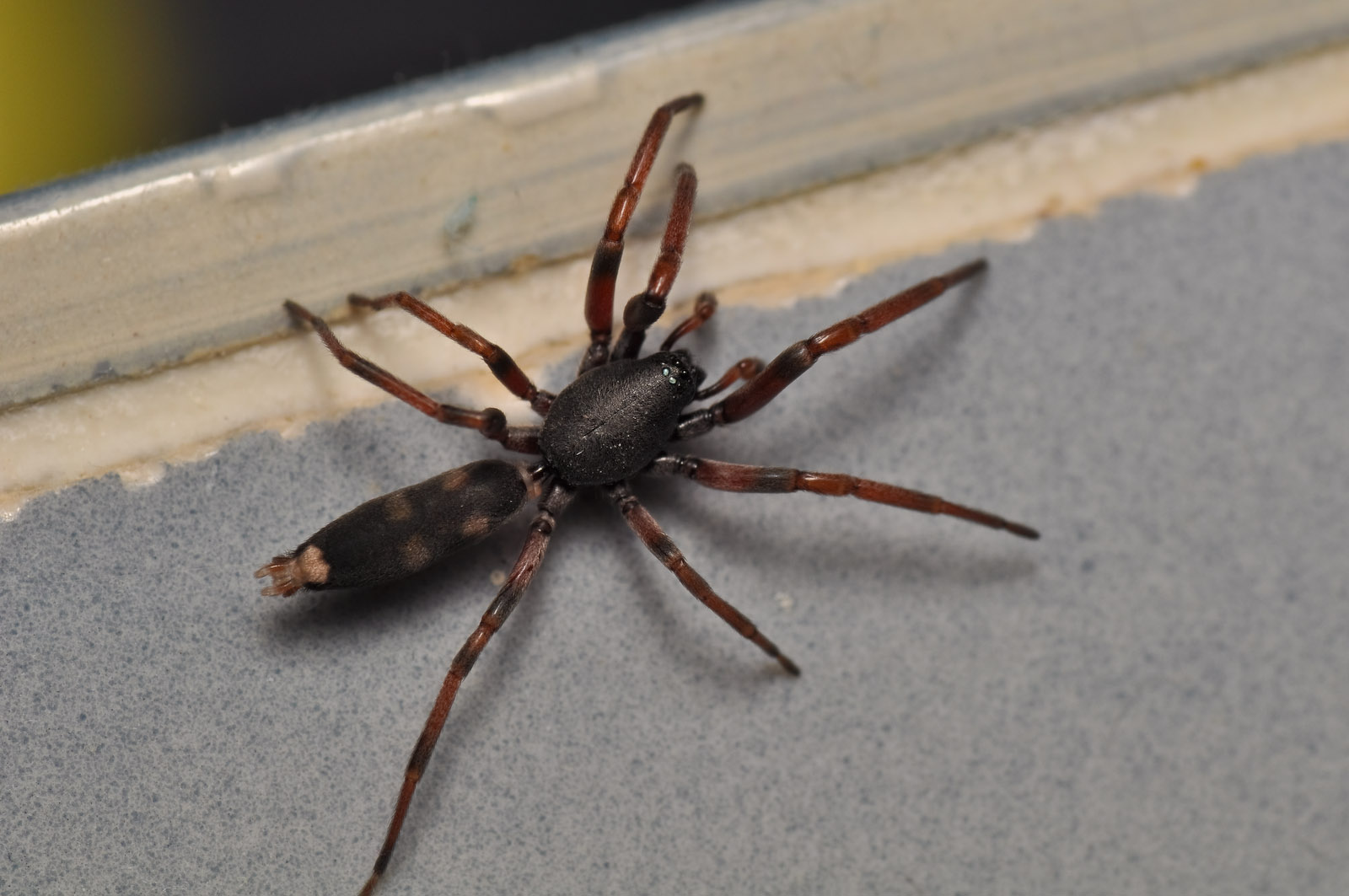
Unidentified lamponiid from Castle Hill, Sydney

Lamponidae — семейство аранеоморфных пауков, насчитывающее 200 описанных видов, относящихся к 23-м родам.

## Распространение
Большинство видов данного семейства являются эндемиками Австралии. Род Centrocalia является эндемиком Новой Каледонии, а два вида рода Lampona (L. cylindrata, L. murina) встречаются также в Новой Зеландии. Вид Lampona papua — эндемик Новой Гвинеи, там же встречаются также два австралийских вида (Centrothele mutica, Lamponova wau).

## Классификация
Подсемейства приведены согласно Биологическому каталогу Джоэла Халлана.
- Centrothelinae Platnick, 2000

- Asadipus Simon, 1897 (Австралия)
- Bigenditia Platnick, 2000 (Австралия)
- Centrocalia Platnick, 2000 (Новая Каледония)
- Centroina Platnick, 2002 (Австралия)
- Centrothele L. Koch, 1873 (Австралия)
- Centsymplia Platnick, 2000 (Австралия)
- Graycassis Platnick, 2000 (Австралия)
- Longepi Platnick, 2000 (Австралия)
- Notsodipus Platnick, 2000 (Австралия)
- Prionosternum Dunn, 1951 (Австралия)
- Queenvic Platnick, 2000 (Австралия)

- Lamponinae Simon, 1893

- Lampona Thorell, 1869 (Австралия)
- Lamponata Platnick, 2000 (Австралия)
- Lamponega Platnick, 2000 (Австралия)
- Lamponella Platnick, 2000 (Австралия)
- Lamponicta Platnick, 2000 (Австралия)
- Lamponina Strand, 1913 (Австралия)
- Lamponoides Platnick, 2000 (Австралия)
- Lamponova Platnick, 2000 (Австралия, Новая Зеландия)
- Lamponusa Platnick, 2000 (Австралия)
- Platylampona Platnick, 2004 (Австралия)

- Pseudolamponinae Platnick, 2000

- Paralampona Platnick, 2000 (Австралия)
- Pseudolampona Platnick, 2000 (Австралия)